# Østrigs geografi
Østrig er et lille bjergland i Centraleuropa, cirka midt imellem Tyskland, Italien og Ungarn. Det har et totalt areal på 83.859 km², cirka dobbelt så stort som Schweiz.
Østrig grænser til land på alle sider og deler landegrænser med Schweiz (164 km) og lilleputstaten Liechtenstein (35 km) i vest, Tyskland (784 km), Tjekkiet (362 km) og Slovakiet (91 km) i nord, Ungarn i øst (346 km), og Slovenien (311 km) og Italien (430 km) i syd (totalt: 2563 km).
Den vestligste tredjedel af det noget pære-formede land består af en smal korridor mellem Tyskland og Italien, som er mellem 30 og 60 kilometer bred. Resten af Østrig ligger i øst og har en maksimal bredde i nord-syd-retning på 280 km. Landet er næsten 600 km langt fra øst mod vest, og strækker sig fra Bodensøen på grænsen mod Schweiz og Tyskland i vest til Neusiedlersøen på grænsen mod Ungarn i øst. Kontrasten mellem disse to indsøer, den ene ligger i Alperne og den anden er en typisk steppeindsø i de vestligste områder af Den ungarske slette, illustrerer hvor varieret landskabet i Østrig er. 
Syv af Østrigs ni delstater har lange historiske traditioner som går meget længere tilbage i tiden end da Republikken Østrig blev oprettet i 1918: Oberösterreich (Øvreøstrig), Niederösterreich (Nedreøstrig), Steiermark, Kärnten, Salzburg, Tyrol og Vorarlberg. Delstaterne Burgenland og Wien blev oprettet efter 1. verdenskrig. Det meste af Burgenland havde været en del af Kongeriget Ungarn, men havde hovedsagelig tysksprogede indbyggere, og blev derfor østrigsk. Administrative og ideologiske årsager spillede en rolle da Wien blev oprettet som en egen delstat. Wien var tidligere hovedstaden i Nedreøstrig og var et socialistisk område, mens resten af Nedreøstrig var konservativt, og både socialisterne og de konservative ville styrke sine syn i deres respektive delstater. Hver delstat har sin egen delstatshovedstad, bortset fra Wien, som er en delstat i sig selv i tillæg til at være hovedstaden i hele landet. I Wien fungerer byrådet som et provinsparlament og ordføreren som en provinsguvernør.

## Geografi
Østrig kan inddeles i tre forskellige geografiske områder. Bjergkæden Alperne udgør størstedelen af landet (62 %), mens østlige områder er okkuperet af Den pannoniske slette, og nord for Donau ligger Böhmerwald, en lavere bjergkæde. 

### Floden Donau
Donau har sit udspring nær Donaueschingen i de sydvestlige områder af Tyskland, og løber gennem Østrig og til slut ud i Sortehavet. Dette er en af de største floder i Europa, og er en vigtig transportåre. I 1992 blev blandt andet Rhinen-Main-Donau-kanalen åbnet i Bayern, og dermed blev det muligt at føre pramme og mindre både fra Nordsøen til Sortehavet via floderne Rhinen, Main og Donau. 
De største floder nord for vandkellet i de østrigske Alper (floden Inn i Tyrol, Salzach i Salzburg, og Enns i Steiermark og Øvreøstrig) er floder som løber nordover og direkte ud i Donau, mens floder syd for vandkellet i centrale og østlige områder af Østrig (floderne Gail og Drava i Kärnten og Mürz og Mura i Steiermark) løber sydover og ind i nedslagsfeltet til Drava, som til slut løber ud i Donau i Serbien. Centrale og østlige dele af Østrig er orienteret bort fra vandkellet i Alperne, delstaterne Øvreøstrig og Nedreøstrig mod Donau, og delstaterne Kärnten og Steiermark mod Drava. 

### Alperne
Tre store bjergkæder Alperne — De nordlige kalksteensalper, De centrale alper, og De sydlige kalkstensalper — går fra vest mod øst gennem Østrig. De centrale Alper består hovedsagelig af granit, og er de højeste og største i Østrig. De går fra Tyrol til cirka grænsen mellem Steiermark og Nedreøstrig, og indeholder områder med permanente gletsjere i Ötztalalperne på grænsen mellem Tyrol og Italien, og i Hohe Tauern i Østtyrol og Kärnten. De nordlige kalkstensalper, går fra Vorarlberg, gennem Tyrol og ind i Salzburg langs den tyske grænse, og gennem Øvre- og Nedreøstrig mod Wien. De sydlige kalkestensalper, på grænsen mellem Kärnten og Slovenien, består hovedsagelig af kalksten og dolomit. Großglockner er det højeste bjerg i Østrig med 3.797 meter. Grovt kan man sige at jo længere øst i de nordlige og centrale Alper man kommer, jo lavere bliver de. Højden på bjergene bliver også mindre når man går nordover eller sydover fra de centrale områder. 
Alperne dominerer landskabet i Østrig, og kun 28 % af landet består af åser eller flade områder: Det nordlige alpine forland, som indeholder Donaudalen, lavlandet og det åslendte område nordøst og øst i Østrig, og Det sydøstlige alpine forland. Områderne af Østrig som er mest egnet for bosætning — det vil sige med gode jordbrugs- og klimaforhold— går nord for Alperne gennem Donaudalen i delstaterne Øvre- og Nedreøstrig, og så øst og syd for Alperne gennem Nedreøstrig, Wien, Burgenland og Steiermark. Det fladeste område i Østrig, Leithagebrige, ligger i sydøst og danner den sydlige del af Wienerbækkenet, hvor stepperne på Den ungarske slette begynder.

### Böhmerwald
Granitmassivet i Böhmerwald er en lav bjergkæde med bare og forblæste plateauer og et hårdt klima. Det ligger nord for Donaudalen, og dækker cirka 10 % af arealet i Østrig.

## Bosætning og geografi
Arealbruget i Østrig ændrer sig fra de alpine områder i vest til de fladere områder i øst. Omkring 10 % af arealet i Østrig er bart og ikke dyrkbart, det vil sige i de stejleste bjergsider eller over trægrænsen. Cirka 40 % af Østrig er dækket af skov, og størstedelen af skovsområderne ligger i alpeområdet. Mindre end en femtedel af Østrig er dyrkbart og passende for almindelig jordbrug. Denne prosentdel øger i østlige dele af landet, hvor landet er mindre alpint. Mere end en femtedel af Østrig er græsning og enge i forskellige højder. Omkring halvdelen af dette er højtliggende alpine græssletter. 
I lange tider var disse højtliggende græsmarker om sommeren brugt for græsende malkekøer, og dermed kunne man bruge områderne i lavere højder for dyrkning og høstning af fôr for vinteren. Mange af disse højtliggende græsmarker ligger på over 1.000 meter. 
Selv om jordbrug i bjergområderne før i tiden var økonomisk levedygtig, har traditionen de sidste år kun overlevet ved hjælp af subsidier. Bønder i disse bjergområder er urolige for at EU-medlemskabet til Østrig kan medføre indskrænkning af disse subsidier og til slut slutningen på det alpine jordbrug. Eftersom dette sker vil sandsynligvis mange områder gro igen efter hundredår med jordbrug. 
Selv om Alperne er smukke, fører de til at det ikke er muligt med permanent bosætning i mange områder af Østrig. Det vil sige områder som er opdyrket, med fast bosætning, og som bruges for transport, men som ikke inkluderer skove, alpine græsmarker eller øde land. De permanente bosatte områder i Østrig udgør kun cirka 40 % (35.000 km²) af landet, og de fleste (omkring to tredjedele) bor i Donaudalen og i de åslendte og lavereliggende områder nord, øst og syd for Alperne. 
I alpedelstaterne bor de fleste i floddalene: Bregenz ved bredden af Bodensøen i Vorarlberg, Innsbruck ved floden Inn i Tyrol, Salzburg ved floden Salzach i Salzburg, og Klagenfurt ved floden Gail i Kärnten. Alperne bliver mindre og mindre folksomt jo højere man kommer.
50°N 10°Ø / 50°N 10°Ø